# Grb Kenije
Grb Kenije je službeno usvojen 1963. godine.
Sastoji se od tradicionalnog istočnoafričkog štita s dva koplja koje pridržavaju dva lava, koji simboliziraju zaštitu. Štit kao i koplje simboliziraju obranu i slobodu. Boje štita predstavljaju:
- crna narod Kenije
- zelena poljoprivredu i prirodna bogatstva
- crvena borbu za slobodu
- bijela jedinstvo i mir.

U sredini štita nalazi se pijetao koji drži sjekiru. Ispod štita nalazi se silueta Mount Kenya, te poljoprivredne proizvodi: kava, piretrum, sisal, čaj, kukuruz i ananas. Ispod toga nalazi se crvena vrpca s državnim geslom Harambee (Radimo zajedno).